# Nedošínský háj
Nedošínský háj – pomnik przyrody zlokalizowany w Czechach, pomiędzy wsiami Nedošín i Tržek (kraj pardubicki), na północ od rzeki Desny.

## Historia

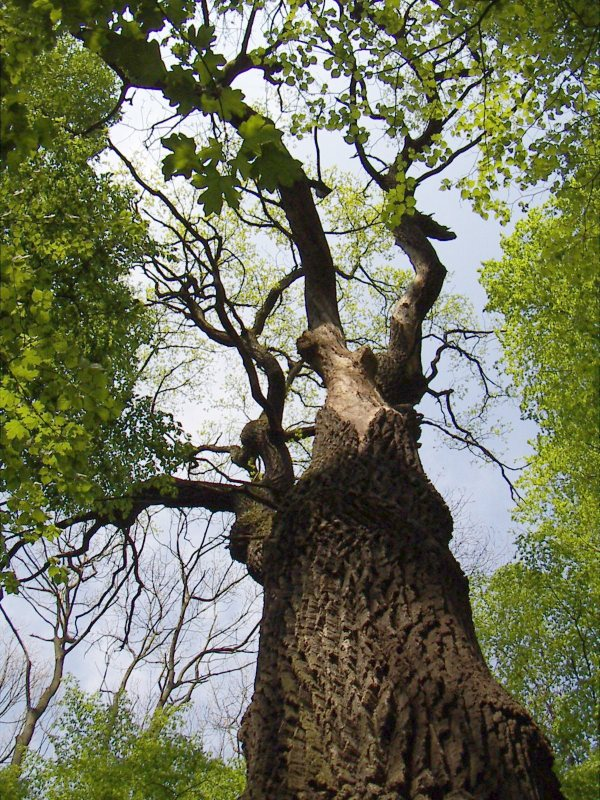
Dąb

Pierwsze wzmianki o lesie pochodzą z XIV wieku. Funkcjonowała tu zagroda dla dzikich zwierząt, a następnie bażantarnia. Tutaj toczyła się częściowo akcja powieści Aloisa Jiráska Filosofská historie. W XIX wieku przeprowadzono akcję dosadzania drzew i upiększania lasu, w wyniku czego stał się on wówczas ulubionym miejscem wycieczek dla mieszkańców Litomyšli. Od 1940 władze miejskie Litomyšli ogłosiły teren rezerwatem, czego niemieckie służby leśne nie respektowały. W 1949 ogłoszono teren rezerwatem państwowym o powierzchni 30,70 hektara (już w 1945 zarządzono tu ochronę częściową). W 1992 przemianowano rezerwat na pomnik przyrody. W 2001 powstała ścieżka edukacyjna.
Pierwsze wzmianki przyrodnicze o tym terenie umieścił prof. Ladislav František Čelakovský w pisanym w latach 1881-1889 dziele Prodromu květeny české.

## Przyroda
Na terenie lasu chronione jest podłoże skalne, szata roślinna i zwierzyna. Teren porastają częściowo ponad 300-letnie drzewa. 

### Flora
Z roślin występują tu m.in.: obrazki plamiste, lilia złotogłów, kokorycz pusta, żywiec cebulkowy i groszek wiosenny.

### Fauna
Świat zwierzęcy reprezentują m.in.: 
- owady i ślimaki: rohatyniec nosorożec, biegacz fioletowy, kiełż zdrojowy, ślimak winniczek, ślimak zaroślowy, wstężyk ogrodowy,
- płazy i gady: żaba trawna, traszka grzebieniasta, ropucha szara, kumak nizinny, zaskroniec zwyczajny,
- ptaki: około 70 gatunków oraz 36 gatunków w najbliższej okolicy - dzięcioł zielony, muchołówka białoszyja, kowalik zwyczajny, grubodziób zwyczajny, pliszka górska, zimorodek zwyczajny, szpak zwyczajny, rudzik, muchołówka żałobna, zaganiacz zwyczajny, kruk zwyczajny i czarnowron (bogaty świat ptasi posiadają pobliskie dwa stawy rybne: Velký Košíř i Malý Košíř),
- ssaki: około 25 gatunków - nornica ruda, ryjówka aksamitna, nornik zwyczajny, nornik bury, zając szarak, lis rudy, sarna, mroczek późny i nocek rudy[2].

## Turystyka
Dojście  szlakiem czerwonym z Litomyšli do Tržeku. Na terenie lasu stoi murowana, kamienna kaplica św. Antoniego Pustelnika.